# Dasyhelea subperfida
Dasyhelea subperfida är en tvåvingeart som beskrevs av Tokunaga 1940. Dasyhelea subperfida ingår i släktet Dasyhelea och familjen svidknott. Inga underarter finns listade i Catalogue of Life.